# Политиазил
Политиазил (полимерный нитрид серы) — полимер, соединение серы и азота, имеющее цвет от золотистого до бронзового, синий — в тонких слоях.
Соединение получено впервые в 1910 году полимеризацией кристаллического динитрида дисеры (S2N2) при комнатной температуре.

## Свойства
Политиазил, будучи неорганическим полимером, является проводником электричества. В 1975 г. в результате охлаждения до крайне низких температур (ниже 0,26 K) были открыты сверхпроводящие свойства полимера.
При нагревании на воздухе разлагается со взрывом при температуре ~240 °C, в вакууме легко возгоняется при температуре ~135 °C.

Резонансные структуры политиазила

Нерастворим в воде и органических растворителях, медленно разлагается под воздействием щелочей.

## Получение
Политиазил синтезируется благодаря термической полимеризации димера — намного менее стабильного, чем политиазил, — динитрида дисеры (S2N2), получить который в свою очередь можно из циклического тетрамера тетранитрида тетрасеры (S4N4). Произвести переход из циклического тетрамера в димер можно при нагревании в вакууме паров S4N4 благодаря использованию в качестве катализатора нагретое серебро в виде «ваты».
S4N4 + 8 Ag → 4 Ag2S + 2 N2
S4N4 (Ag2S катализатор) → 2 S2N2 (при 250-300°C) → S2N2
S2N2 (при 0 °C, сублимируется на поверхности) → термическая полимеризация → (SN)x
Вышеописанные реакции были хорошо изучены и показали, что исходные вещества, наряду с промежуточными, очень чувствительны к условиям реакций, в которых они проводятся.

## Использование
Благодаря его способности проводить электрический ток, политиазил используется в светодиодах, транзисторах, катодах батарей, фотоэлементах.